# Medicinska informatika
Medicinska informatika ili zdravstvena informatika je nauka koja izučava zakonitosti stvaranja, prenosa, obrade i korišćenja informacija, podataka i znanja u cilju rešavanja medicinskih problema. Medicinska informatika, kakvu je danas znamo, pojavila se kada je računarska tehnologija postala dovoljno sofisticirana da upravlja velikom količinom podataka. Mada je bilo i ranijih eksperimenata u oblasti stomatologije, tek od 1960-ih godina medicinska informatika je standardizovana i prihvaćena kao bazična medicinska nauka, koja se po analogiji sa drugim bazičnim naukama, prepoznaje po korišćenju prethodnih iskustava i rezultata u cilju strukturisanja i kodovanja objektivnih i subjektivnih medicinskih nalaza, čime ih čini pogodnim za analizu, integraciju i dalju upotrebu.
Po svojoj suštini medicinska informatika je i eksperimentalna nauka, jer se karakteriše nizom postavljenih pitanja zbog kojih se osmišljavaju i dizajniraju eksperimenti, izvode analize, a dobijeni rezultati se koriste za postavljanje novih pitanja i novih eksperimenata. Pri tom, bazična istraživanja u medicinskoj informatici, prevashodno, imaju za cilj traganje za novim znanjem, a primenjena u praksi, za korišćenje ovih znanja u praktične svrhe.
Medicinska informatika je i medicinska tehnologija (skup pravila, postupaka i opreme koji se koriste u medicinskom radu) — jer učestvuje u procesu formalnog medicinskog odlučivanja, bilo da se radi o procesu postavljanja dijagnoze, izboru lečenja, rukovođenju terapijom, praćenju bolesnika ili prevenciji bolesti.
U svom radu medicinska informatika koristi nauka o računarima ili nauku o principima na kojima se zasnivaju računari, usmereno ka arhitekturi i dizajniranju računara, programskim jezicima i softveru, algoritmima, kodovanju, bilo da se radi o razvoju hardvera, softvera ili teorijskih koncepata i rezultata. Za potrebe medicinske informatike razvijen je i poseban programski jezik MUMPS (engl. Massachusetts General Hospital Utility MultiProgramming System), sa širokom i dugotrajnom primenom u medicini i specijalizovanim medicinskim terminalima.

## Poreklo imena
U literaturi se pominje da je naziv naučna informatika nastao 1962. godine na predlog Philippe Dreyfus-a, direktor Centra za elektronsko računanje francuske kompjuterske kompanije Bull. Naime on je spajanjem termina „informacija” i „automatika” (od francuskih reči information automatiqe) skovao naziv ove nove naučne oblast. izraz se uglavnom primenjivao u Evropi.
U Sjedinjenim Američkim Državama termin se koristi od 1974. godine, mada su češće u upotrebi nazivi „computer science” kada se govori o primeni elektronskih računara za rešavanje numeričkih problema, i „information science” kada se govori o korišćenju informacija u okviru bibliotečkih, dokumentacijskih i drugih informacionih sistema.
Sinonimi
Otud su nazivi, sa istim značenjem — „medicinska informatika”, „zdravstvena informatika”, „biomedicinska informatika”, „klinička informatika”, kao sinonimi i kompromisi između više povezanih sadržaja, nastali iz izraza „naučna informatika” — kome je pridodata oblast, u ovom slučaju medicina (ili njena oblast) u kojoj je ona našla primenu.

## Značaj
Budući da je znanje bitan faktor u rešavanju svakodnevnih i brojnih medicinskih problema, može se zaključiti da se značaj medicinske informatike ogleda u tome što se ona bavi postupcima za baratanje medicinskim podacima, informacijama i znanjem u cilju rešavanja medicinskih problema i odlučivanja (upravljanja) u zdravstvu. Kao interdisciplinarna oblast ona je medicinska struka koja istovremeno služi medicini kao nauci i zdravstvu kao delatnosti.
Znači značaj medicinske informatike, kao razvijene metode, ogleda se u tome što se uz njenu pomoć može:
- efikasnije, pouzdanije i ekonomičnije baratati medicinskim podacima, informacijama i znanjem,
- lakše i preciznije istraživati u biomedicinskim naukama,
- putem računarskih mreža i interneta sve se to može učiniti dostupno širokom krugu korisnika i davalaca medicinskih usluga,
- efikasnije i ekonomičnije raditi i odlučivati (upravljati) u zdravstvu kao delatnosti.

Zbog toga su informacione tehnologije, u koje spadaju računari i telekomunikacijska tehnologija, važno sredstvo medicinske informatike, bez kojih ona, u sadašnjem obliku, ne bi mogla da opstane.

## Istorija
Na početku sedamdesetih godina 20. veka kada je u Evropi počela da se sve više razvija računarska tehnologija koja, počela je njena primena u medicini i zdravstvenoj zaštiti, koja se potom proširila u kliničkoj medicini, kako u području dijagnostike, tako i za terapijske potrebe. Toprati i razvoj zdravstvenih informacionih sistemi, posebno značajnih za bolničke potrebe, a računari su omogućili izvođenje i opsežnih populacionih istraživanja, kao i dokumentovanje medicinske literature. Da bi nešto kasnije u Velikoj Britaniji Kraljevska komisija za medicinsku edukaciju 1968. podnela predlog da se teme vezane uz tu novu tehnologiju uvedu i u medicinsku nastavu.
U Parizu je 1959. održan prvi Svetski kompjuterski kongres, nakon koga je UNESCO 1960. osnovao Međunarodnu federaciju za obradu informacija (engl. International Federation for Information Processing, IFIP) U Francuskoj su zatim 1962. osnivali „Društvo za automatsku obradu informacija” (fran. Société d’Informatique Appliquée). Potom je Francuska akademija (fran. L’Académie française) 1967. godine objavila je definiciju informatike kao“nauke o odgovarajućoj obradi podataka, uz pomoć automatskih uređaja, kao podršku sticanju znanja u području nauke, ekonomije i društva”.
Za definisanje spektra problema kojima se bavi medicinska informatika značajna su razmatranja Françoisa Grémyja, izneta u predgovoru njegovog priručnika „Medicinska informatika” (franc. Informatique médicale) objavljenom 1987. Godine. U njemu je on izneo zaključak „da su tehnički aspekti informatike, koliko god bili fascinantni, sekundarni u odnosu na intelektualni izazov što ga ona stavlja pred medicinu”, i nadalje zaključio, „da taj izazov dolazi i od drugih nauka: biostatistike, epidemiologije, teorije odlučivanja, analize sistema, lingvistike. Tako je i Grémy došao do zaključka da je medicinska informatika interdisciplinarna struka, koju zajedno sa navedenim naukama, treba objediniti sa informacijskim naukama”.
Primena i korišćenje rezultata informatike u biomedicinskim naukama, medicinskoj praksi, i/ili pružanju zdravstvene zaštite, počela je skoro paralelno
sa nastajanjem određenih sistema, npr. Holeritove (Herman Hollerit, 1890) bušene kartice kao informacione tehnologije primenjljive u epidemiološkim i javnozdravstvenim istraživanjima krajem 20. i s početka 21. veka.

## Osnovni pojmovi
Medicina je po svojoj suštini naučna oblast sa velikom produkcijom podataka koji se svakodnevno generišu u bolnicama, domovima zdravlja, laboratorijama, administraciji, ali se još uvek širom sveta pretežno ručno obrađuju. Pri tom se, samo za njihovo razvrstavanje, troši značajno vreme, ljudstvo i novčana sredstva, a mogućnost njihovog pretraživanja je vrlo uska i ograničena. U tome treba gledati ne samo specifičnost primene informatike u medicini već i značaj rezultata u ovoj oblasti, koji su uslovili definisanje nove discipline - medicinske informatike, sa svim njenim sadržajima, koji će biti navedeni u ovom odeljku.

### Informacija
Informacija predstavlja osnovno obeležje informacijskog doba, informacijske nauke, tehnologije i društva. Ona ima mnoštva značenja koja poseduje, u ovom delu obrađen je onaj aspekt informacije koji je povezuje s konceptom skupovi poruka, podataka i znanja koji su potrebni za rešavanje medicinskog problema. Budući da se podatak i informacija neretko koriste kao sinonimi, važno je napraviti distinkciju između njih. Naime, definicija informacije glasi da su to podaci stavljeni u značenjski kontekst, dok je podatak izvan konteksta. Drugim rečima, podatak je beskoristan sve dok ne prenosi neku informaciju.
Informacije se mogu stvarati, prenositi, skladištiti, pronalaziti, primati, kopirati obrađivati, uništavati. Svaka informacija sagledava se s obzirom na:
- cilj njenog stvaranja;
- uticaj koji vrši na primaoca;
- oblast iz koje potiče;
- strukturu i značaj;
- medijum;
- količinu;
- rezoluciju i
- preciznost.[11]

Specifičnost medicinskih informacija prema informacijama bitnim za druge oblasti potiče iz:
- Još uvek nerešenih problema medicinske terminologije.
- Procesa visokog nivoa koji se dešavaju u složenim objektima (npr ljudskom organizmu).
- Činjenice da zdravstvena zaštita pokriva široku oblast u kojoj se sustiču uticaji i rezultati mnogih nauka i disciplina, svake sa svojim karakterističnim procesima i znanjima, posebnom terminologijom i paradigmama.[12]

### Znanje
Znanje je sve ono što je poznato. Kao i kod sličnih pojmova, kao što su istina, vera i mudrost, nema egzaktne definicije znanja, oko koje bi se složili svi naučnici, ali postoji veliki broj teorija, kao i debata, oko prirode znanja. Sticanje znanja uključuje kompleksne kognitivne procese: percepciju, učenje, komunikaciju, asocijaciju i rezonovanje. Termin znanje se, takođe, koristi da se izrazi sigurno razumevanje subjekta, sa mogućnosti da se njime (znanjem) poslužimo u određene svrhe.
Znanje je poznavanje, svesnost ili razumevanje nekog ili nečega, kao što su činjenice, informacije, opisi, ili umeća, koji su stečeni kroz iskustvo ili obrazovanje putem percepcije, otkrivanja ili učenja.
Znanje uključuje odnose, činjenice, pretpostavke, heuristike (skup proceduralnih uputstava, nekompletnih metoda i pojednostavljenih strategija ponašanja, koje su zasnovane na iskustvu i mogućnosti “snalaženja” u nedovoljno istraženim oblastima). i model (apstraktan prikaz odnosa logičkih, analitičkih i empirijskih komponenti sistema) izvedene iz formalnih ili neformalnih analiza (ili interpretacija) podataka.
Kolekcija uskladištenih činjenica, heuristika (skup proceduralnih uputstava, nekompletnih metoda i pojednostavljenih strategija ponašanja, koje su zasnovane na iskustvu i mogućnosti “snalaženja” u nedovoljno istraženim oblastima), i modela (apstraktan prikaz odnosa logičkih, analitičkih i empirijskih komponenti sistema), koji se koriste pri rešavanju problema je baza znanja, koja se najčešće javlja u kontekstu ekspertnih sistema ili računarskih programa koji koristi znanja stručnjaka - specijalista (eksperata), u određenoj oblasti i koji može da primeni to znanje u cilju uspešnog rešavanja iz te oblasti na način koji bi se smatrao inteligentnim kada bi te iste probleme rešavao čovek. U ekspertnim sistemima se baza znanja može izražavati kroz pravila i iskustva stručnjaka (eksperata) u datoj oblasti.
Ako znanja imaju odgovarajuću strukturu (uključujući semantičke veze između jedinica znanja), kompjuter može biti u stanju da primeni to znanje kao pomoć u individualnom rešavanju problema. Na ovim principima zasnovani su brojni sistemi za podršku odlučivanju u medicini koji su zasnovani na bazama znanja.
Formiranje baza znanja ili njihovo korišćenje, pretpostavlja, pre svega, odgovor na pitanje šta je u datom trenutku znanje - medicinsko znanje, a zatim, njegovo sakupljanje i kodovanje (formatiranje ili kodifikaciju znanja, za koje se koristi račun predikata, semantičke mreže ili frejmovi) Kompleksnost kodovanja znanja potrebnog sistemima za podršku medicinskom odlučivanju, njegovo ažuriranje i integritet, izazov je za sebe.
Sadašnja istraživanja u kodifikaciji znanja prepoznaju relativno uspešan rad sa eksplicitnim znanjima, dok se sa implicitnim znanjima od nedavno eksperimentiše pomoću neuronskih mreža (sistemi za procesovanje informacija, mreža autonomnih, jednostavnih procesnih jedinica ili ćelija (neurona), koji su povezani usmerenim vezama, obeleženim težinskim koeficijentima).

### Odlučivanje
Razlikujemo intuitivni proces odlučivanje (donošenje odluka na osnovu osjećaja, iskustva ili intuicije) i racionalni proces odlučivanja (na osnovu stvarnih činjenica i znanja - informacija).
Elementi procesa odlučivanja:
1. model - kvalitativni ili kvantitativni opis problema
2. kriterijumi - ciljevi koji se postavljaju pred donosioca odluke
3. ograničenja - kriterijumi okoline koji na sistem djeluju ograničavajuće
4. optimizacija - izbor najbolje od postojećih alternativa za dati model, definisane ciljeve i postojeća ograničenja.

### Informacioni sistem
Informacioni sistem (skraćeno IS) je integrisani skup komponenti za sakupljanje, snimanje, čuvanje, obradu i prenošenje informacija.
| Sistem              | Definicija |
| ------------------- | --- |
| Informacioni sistem | - Skraćeno IS je uređen i organizovan sistem postupaka i metoda za prikupljanje, obradu, skladištenje i razmenu informacija u cilju upravljanja (nadzora, izveštavanja, odlučivanja i planiranja) nekim drugim sistemom. - Predstavlja i kompatibilnu sintezu hardvera, softvera, lajfvera, orgvera i korsvera. |
| Hardver             | - Čini ga tehnička osnova računarskog sistema, oprema. - On predstavlja fizički deo (mehanički i elektronski) računarskog sistema, koji obuhvata centralnu jedinicu, uređaje za skladištenje, uređaje za ulaz i izlaz i sredstva za razmenu i prenos podataka na daljinu.                                       |
| Softver             | - Čine ga programi za rad računarskog sistema42 (programi), rutine i metode koje izvršava računarski sistem a vezane su za organizovanje, upravljanje, obrađivanje i korišćenje rezultata obrade podataka i informacija.                                                                                        |
| Sistemski softver   | - Čini ga operativni sistem i prevodioci, kao esencijalni pratilac hardvera koji obezbeđuje delotvornost čitavog računarskog sistema. - Čune ga programi primene i korisnički programi, koji nalaze široku primenu u različitim okruženjima.                                                                    |
| Korisnički programi | - Su skupovi uslužnih programa kao deo svakog računarskog sistema. - Oni obezbeđuju raznovrsne opštekorisne funkcije (programi za kopiranje i brisanje datoteka, programi za pripremu ili obradu teksta i slika, itd., npr.).                                                                                   |

### Funkcije informacionog sistema u zdravstvu
Osnovne funkcije zdravstvenog informacionog sistema su:
- Prikupljanje medicinskih i administrativnih podataka (automatizovano prikupljanje medicinskih podataka direktno iz medicinskih instrumenata, pomagala ili strukturisanih upitnika).
- Pamćenje ili memorisanje i čuvanje medicinskih zapisa (operacije obrade podataka, tabeliranje podataka, formatizovanje i produkovanje različitih izveštaja).
- Komunikacija i integracija (komunikacija između članova istog i različitih timova i integracija sličnih podataka iz različitih izvora).
- Nadzor (usmeravanje pažnje na značajne događaje, vakcinacija npr. ili potencijalno opasne situacije, alergija na određenu supstancu npr.).
- Pretraživanje informacija (dostupnost svih podataka o pacijentu ili pretraživanje medicinske literature).
- Analiza podataka (grafički ili deskriptivni prikaz podataka, urađena analiza preživljavanja npr.).
- Podrška odlučivanju (klinički konsultativni sistemi koji na osnovu populacione zdravstvene statistike i kodiranog ekspertskog znanja pružaju podršku lekaru u dijagnostičkom procesu ili pri planiranju tretmana).
- Edukacija (sticanje novih znanja i veština, te obnavljanje starih).

## Literatura
- van Bemmel JH, Musen MA (eds). Handbook of Medical Informatics. Heidelberg: Springer- Verlag, 1997.
- Coiera, E. Guide to Health Informatics. Udžbenik. Arnold, 2003.
- Shortliffe E, Cimino JJ, urednici. Biomedical Informatics: Computer Applications in Health Care and Biomedicine. New York: Springer; 2006.
- Marinković J, Simić S, Božović Z, Dačić M, Kocev N (1995). „Mali rečnik informatike u medicini i zdravstvu”. Srpski Arhiv Za Celokupno Lekarstvo. 123 (Suppl 2): 42—49.